# Данковецька сільська рада
Данкове́цька сільська́ ра́да — адміністративно-територіальна одиниця та орган місцевого самоврядування в Хотинському районі Чернівецької області. Адміністративний центр — село Данківці.

## Загальні відомості
- Населення ради: 1 000 осіб (станом на 2001 рік)

## Населені пункти
Сільській раді були підпорядковані населені пункти:
- с. Данківці

## Склад ради
Рада складалася з 16 депутатів та голови.
- Голова ради: Онуцький Григорій Іванович
- Секретар ради: Ткач Галина Василівна

### Керівний склад попередніх скликань
| Прізвище, ім'я, по батькові | Основні відомості                                                         | Дата обрання | Дата звільнення |
| --------------------------- | ------------------------------------------------------------------------- | ------------ | --------------- |
| Онуцький Григорій Іванович  | Сільський голова, 1960 року народження, освіта вища, безпартійний         | 26.03.2006   | 31.10.2010      |
| Онуцький Григорій Іванович  | Сільський голова, 1960 року народження, освіта вища, член Партії регіонів | 31.10.2010   |                 |

Примітка: таблиця складена за даними сайту Верховної Ради України

### Депутати
За результатами місцевих виборів 2010 року депутатами ради стали:

#### За суб'єктами висування
| Суб'єкт висування               | Кількість обраних депутатів | %    |
| ------------------------------- | --------------------------- | ---- |
| Партія регіонів                 | 6                           | 37,5 |
| Політична партія «Наша Україна» | 4                           | 25   |
| Комуністична партія України     | 2                           | 12,5 |
| Самовисування                   | 2                           | 12,5 |
| Партія Зелених України          | 1                           | 6,3  |
| Соціалістична партія України    | 1                           | 6,3  |

#### За округами
| № округу                        | Прізвище, ім'я, по батькові   | Дата визнання обраним | Освіта | Партійна приналежність             | Відомості про обраного депутата                    |
| ------------------------------- | ----------------------------- | --------------------- | ------ | ---------------------------------- | -------------------------------------------------- |
| Комуністична партія України     |                               |                       |        |                                    |                                                    |
| 3                               | Заплітна Марія Василівна      | 31.10.2010            | вища   | позапартійна                       | Данковецьке сільське споживче товариство, комірник |
| 16                              | Глуха Олена Антонівна         | 31.10.2010            | вища   | позапартійна                       | Данківці ВЗ                                        |
| Партія Зелених України          |                               |                       |        |                                    |                                                    |
| 9                               | Цепинюк Альона Борисівна      | 31.10.2010            | вища   | член Партії Зелених України        | ХРБШ                                               |
| Партія регіонів                 |                               |                       |        |                                    |                                                    |
| 4                               | Глухий Микола Михайлович      | 31.10.2010            | вища   | член Партії регіонів               | Данковецька сільська бібліотека                    |
| 7                               | Паньков Віктор Антонович      | 31.10.2010            | вища   | член Партії регіонів               | тимчасово не працює                                |
| 8                               | Гоменюк Анатолій Петрович     | 31.10.2010            | вища   | член Партії регіонів               | тимчасово не працює                                |
| 10                              | Максимчук Григорій Васильович | 31.10.2010            | вища   | член Партії регіонів               | пенсіонер                                          |
| 12                              | Корпан Ніна Іванівна          | 31.10.2010            | вища   | член Партії регіонів               | тимчасово не працює                                |
| 14                              | Ткач Галина Василівна         | 31.10.2010            | вища   | позапартійна                       | Данковецька сільська рада                          |
| Політична партія «Наша Україна» |                               |                       |        |                                    |                                                    |
| 1                               | Войцишина Руслана Миколаївна  | 31.10.2010            | вища   | позапартійна                       | тимчасово не працює                                |
| 11                              | Максимчук Роза Афанасіївна    | 31.10.2010            | вища   | позапартійна                       | фермерське господарство «Агро Дан 2006»            |
| 13                              | Гураль Микола Онисимович      | 31.10.2010            | вища   | позапартійний                      | фермерське господарство «Агро Дан 2006»            |
| 15                              | Дудчак Григорій Тимофійович   | 31.10.2010            | вища   | позапартійний                      | пенсіонер                                          |
| Соціалістична партія України    |                               |                       |        |                                    |                                                    |
| 5                               | Рижа Зоя Іванівна             | 31.10.2010            | вища   | член Соціалістичної партії України | Хотинська ЦРЛ                                      |
| Самовисування                   |                               |                       |        |                                    |                                                    |
| 2                               | Дудко Тетяна Миколаївна       | 31.10.2010            | вища   | позапартійна                       | тимчасово не працює                                |
| 6                               | Устиянський Віталій Іванович  | 31.10.2010            | вища   | позапартійний                      | тимчасово не працює                                |